# Pater Noster-skärgårdens naturreservat
Pater Noster-skärgårdens naturreservat är ett naturreservat i Klädesholmens socken i Tjörns kommun i Bohuslän. Reservatet som hör till EU-nätverket Natura 2000 ligger väster om Åstol och sydväst om Klädesholmen. På Hamneskär längst i syd finns fyren Pater Noster. Reservatet består av ett antal kobbar och skär som har stort geologiskt intresse. Öarna är fågelskyddsområde. Naturreservatet är omkring 2 405 hektar, till största delen hav. Reservatet inrättades 1986 och förvaltas av Västkuststiftelsen.
Gränsen mellan Kattegatt i söder och Skagerrak i norr går från Pater Noster-skären till danska Skagens norra udde.